# 俞廉三
俞廉三（1841年—1912年），字廙轩，一字廙仙，浙江省紹興府山陰縣（今屬紹興市）人，清朝政治人物。

## 生平
曾祖俞圣文、祖父俞芳亭、父俞星若均为幕僚。
俞廉三二十歲之後投效山西戎幕，曾參與防河之役，升官武乡县知县。歷官太原知府。光绪十五年（1889年），补冀宁道，再迁湖南按察使，授山西布政使。官至湖南巡抚，光绪二十八年（1902年）七月爆發湖南辰州教案，英國傳教士步邵祖、羅國全被殺，贺金声率眾起义，被俞廉三诱杀。二十九年冬，迁山西巡抚，但俞廉三不想再棧戀官場，稱疾辭歸。過武汉時被湖广总督张之洞慰留。光绪三十三年八月，以候補侍郎充修订法律大臣，協理開辦資政院事務。奏呈《大清刑事诉讼律草案》，清政府还裁可实施法部奏呈的《民刑事诉讼费暂行章程》。宣统元年（1909年）闰二月，补授仓场侍郎。1912年2月卒於天津。谥敏僖。
徐锡麟是俞廉三的表侄子，俞廉三曾向安徽巡抚恩铭推薦徐锡麟。